# Soca Dance
Soca Dance est une chanson de 1990 écrite et enregistrée par l'artiste de la Barbade Charles D. Lewis. Elle provient de l'album Do You Feel It et est devenu un des tubes de l'été 1990, notamment en France et en Belgique, grâce à TF1 qui souhaitait rééditer la réussite de la Lambada (1989).
L'histoire de la Soca Dance a mis deux mois pour se mettre en place. D'abord, la signature du contrat de l'artiste avec Baxter Music. Ensuite les signatures avec Polygram pour la distribution, actuellement Universal Music et un autre contrat liant Baxter Music à TF1, représentée par Dominique Cantien. Ces opérations ont été orchestrées par le producteur Gérard Louvin et Dominique Rousseau, alors label manager de Baxter Music. Les choses sont ensuite allées très vite. Le recrutement du chorégraphe anglais Andy Shaft, puis d'un casting de danseurs organisé par Roberto Vannucci pour le tournage du clip, de la promo et de la tournée. Le mixage et le mastering du titre ont été dirigés par Livio Conenna et le graphisme de la pochette confié à Lionel Gédébé. Le clip vidéo a été tourné à Trinité-et-Tobago et produit par Turtles productions.